# Nicolas Heurtier
Nicolas Jean Jacques François Heurtier (Saint-Étienne, 21 maart 1812 - Parijs, 10 maart 1870) was een Frans hoog ambtenaar en politicus ten tijde van het Tweede Franse Keizerrijk.

## Biografie

### Politicus
Sinds 1846 was Heurtier lid van de departementsraad van het departement Loire. In 1848 werd hij gemeenteraadslid en later ook burgemeester van Saint-Étienne. Een jaar later werd hij verkozen tot volksvertegenwoordiger voor het departement Loire.

### Staatsraad
Van 1852 tot 1869, gedurende het overgrote deel van de bestaansperiode van het Tweede Franse Keizerrijk, had de Raad van State als enige het wetgevend initiatiefrecht. Het waren de staatsraden die wetsontwerpen formuleerden aan het Wetgevend Lichaam. De leden van het Wetgevend Lichaam konden zelf geen wetsvoorstellen formuleren: ze konden enkel de voorstellen van de Raad van State goed- of afkeuren. De staatsraden werden benoemd door keizer Napoleon III. Zo had deze een onrechtstreekse invloed op het wetgevingsproces. De keizer had ook invloed op de samenstelling van de andere kamer van het parlement, de Senaat: senatoren werden door de keizer benoemd. De Senaat had evenwel een beperkte wetgevende bevoegdheid. Deze kon enkel de staatsinstellingen hervormen en de grondwet wijzigen via zogenaamde senatus consulta.
Nicolas Heurtier was staatsraad in de Raad van State en directeur-generaal van landbouw en handel. Als staatsraad verdedigde hij dan ook het beleid van keizer Napoleon III. In deze hoedanigheid was hij commissaris van de regering in het Wetgevend Lichaam en was hij betrokken bij de onderhandelingen voor een vrijhandelsakkoord van Frankrijk met België in 1855.
Heurtier werd in 1865 onderscheiden als commandeur in het Legioen van Eer. Hij overleed in 1870, enkele maanden voor de val van het keizerrijk.
- Bibliothèque nationale de France: cb10711754p (data)
- International Standard Name Identifier: 0000 0000 0000 9209
- Système universitaire de documentation: 16825994X
- Virtual International Authority File: 34448092